# Melvin Sitti
Melvin Ayikoe Fares Sitti (Parijs, 14 februari 2000) is een Frans voetballer met Togolese roots die in het seizoen 2020/21 door Norwich City wordt uitgeleend aan Waasland-Beveren. Sitti is een middenvelder.

## Carrière
Sitti genoot zijn jeugdopleiding bij CO Vincennes en Paris FC. In 2017 maakte hij de overstap naar FC Sochaux, waar hij aanvankelijk twee seizoenen bij het B-team in de Championnat National 3 moest spelen. In 2019 stroomde hij uiteindelijk door naar het eerste elftal, dat op dat moment actief was in de Ligue 2. In januari 2020 versierde hij een transfer naar Norwich City, dat hem evenwel tot het einde van het seizoen uitleende aan Sochaux. In het seizoen 2020/21 volgde een uitleenbeurt aan de Belgische eersteklasser Waasland-Beveren.
1 Reus ·
4 Bateau ·
5 Luiz ·
6 Dicke ·
7 Kerrigan ·
8 Servais ·
9 Ola-Adebomi ·
10 Limbombe ·
11 Michiwaki ·
13 Khatir ·
15 Wuytens ·
16 Deman ·
18 Dewaele ·
20 Dassy ·
21 Jans ·
23 Fall ·
24 Moustapha ·
30 Corryn ·
32 Filipovic ·
34 Abrahams ·
43 Coopman ·
77 Ertürk ·
78 Van Hecke ·
84 Lusamba ·
92 Mertens ·
Brüls ·
Coach: Reedijk